# Теодосиева Лествица
Теодосиевата Лествица е среднобългарски хартиен ръкопис в библиотеката на Рилския манастир (№ 3/11). Един лист от него се пази в Руската национална библиотека под сигнатура Q.I.747. Съдържа славянски превод на „Лествица“ („Стълба на монашеските добродетели“) от Йоан Синайски. Бележка в края на книгата (лист 339а) съобщава, че тя била преписана от монаха Теодосий в местността Устие край Търново през 1364 година, „при благоверния цар Иван Александър и неговата новопросветена [тоест „новопокръстена“] царица Теодора“.